# Massimo De Vita
Massimo De Vita (Milà, 12 de maig de 1941) és un autor de còmic italià, conegut com a dibuixant dels còmics de Disney i del gènere d'aventures i reconegut com un dels millors autors de Disney de la seva generació.

## Biografia

### Primers anys
Fill de Pier Lorenzo De Vita, conegut il·lustrador i dibuixant, es va matricular a l'escola d'art mentre el seu pare feia la seva primera història de Disney, Paperion e la bella del ballo. El 1958 va treballar a l'estudi d'animació dels germans Nino i Toni Pagot col·laborant en la producció de curtmetratges publicitaris per a cinemes i per al programa de la Rai Carosello. L'any 1959 va començar a col·laborar amb Mondadori incorporant-se a la redacció de la revista Topolino a través del seu pare que el va presentar al director Gentilini, ocupant-se de la maquetació de les històries estrangers, la majoria fetes en quatre o més tires i, per tant, no aptes per al format de butxaca del setmanari. També crea portades per a les revistes Topolino, Albi della Rosa, Almanacco Mickey Mouse, I Classici di Walt Disney i, per a aquestes últimes, reajusta algunes taules dels episodis (principalment les que inclouen resums) o afegeix seqüències. Després de col·laborar amb el seu pare en algunes històries, va debutar com a dibuixant independent amb el conte Paperino e la missione intercontinentale. Per a Mickey Mouse també va fer els enigmes de detectius de còmics curts de L'Ispettore Point. El seu estil s'inspira inicialment en el de Carl Barks, Paul Murry i Floyd Gottfredson, per després madurar el seu i esdevenir també el guionista de les històries que dibuixa.
L'any 1963 va crear part de la portada del disc Disney Parade: un marc de personatges de Disney (incloent-hi Blancaneus i els set nans) sobre una fotografia amb vista a la ciutat de Sanremo. El 1964 s'ocupa d'il·lustrar un volum especial dels Mondadori de temàtica Disney, Ruote, macchine, motori... de Lia i Nicola D'Amico juntament amb altres dibuixants; el mateix any va realitzar dotze filmine de pel·lícula que van sortir conjuntament amb el llançament del projector Festacolor, un projector de diapositives de joguina. L'any següent realitza les il·lustracions per al calendari 1965 de Mickey Mouse (núm. 475 del 3 de gener de 1965). De Vita és un dels primers a dibuixar Paperoga, el cosí de Donald creat per Dick Kinney i Al Hubbard un parell de mesos abans.
Col·labora amb molts dels guionistes de Disney dibuixant diversos personatges: Paperoga, Donald, Paperinik, Mr. Jones (poques vegades utilitzat per altres autors de Disney, especialment a Itàlia; sobre textos de Barosso comença una saga en què Donald i Jones competeixen en batalles èpiques). El 1963 s'havia aventurat en la realització completa d'una història (Paperino e la sagra della frittella; el mateix any es va publicar el seu primer conte amb Mickey Mouse, Topolino e l'inestabile anniversario; el 1979 va fer Topolino e l'enigma di Mu, la primera història del professor Zapotec, arqueòleg i director del museu de Topolinia.
Entre les altres col·laboracions de De Vita, la amb Alfredo Castelli, el creador de Martin Mystère que va donar lloc a la creació l'any 1977 de Topolino e il triangolo delle Bermude.

### Dècada de 1980
A la dècada dels vuitanta va fer diverses històries en què el personatge de Goofy, normalment el company de Mickey, esdevé protagonista, com en la saga de gènere fantàstic della spada di Ghiaccio, considerada un dels moments àlgids de la carrera de l'autor i a la saga de Topolino e i Signori della Galassia, inspirada en La guerra de les galàxies i amb guió de Giorgio Pezzin.El 1983 torna a utilitzar el personatge de Zapotec a la història en dos episodis Topolino i l'arca di Bubanassar; després, el 1984, col·labora en dos projectes: per a les pàgines de l'especial Topolino Più i per a les pàgines de la revista Topolino estate. La història de Topolino e l'acceleratore nucleare (Topolino nº 1563 del 10 de novembre de 1985) ambientada al CERN de Ginebra en el període en què estava en construcció el LEP, l'accelerador de partícules més gran mai construït, que està present a les pàgines de la història.
L'any 1985 Bruno Concina i Giorgio Pezzin van elaborar, per separat, el projecte de la màquina del temps. Es va decidir treballar al costat de Zapotec amb el professor Marlin, el creador de la màquina del temps i suport del mateix Zapotec, per evitar que les explicacions d'aquest últim esdevinguessin monòlegs massa llargs. Les idees dels dos guionistes, mediades pel llavors director artístic Franco Fossati, donen lloc a la saga, l'any 1985, que va començar amb Topolino e il segreto della Gioconda.
Amb el personatge d'Indiana Pipps, una paròdia del personatge d'Indiana Jones, creat el 1988 per Bruno Sarda, Uggetti i Colantuoni, realitza diverses històries. Un altre personatge que tenia el dret exclusiu de dibuixar és el cometa Beta, un petit cometa que va néixer al núvol d'Oort i que va debutar l'any 1992 a Topolino nº 1918 amb el conte Topolino e la cometa Beta, basat en textos de Fabio Michelini. L'any següent, amb n. 1987 de 1993, també entra en joc el cometa Teta (que ja es veu a la història anterior), a Topolino & Eta Beta e la cometa Teta.

### Dècada de 1990
L'any 1990 va participar en la realització dels dotze capítols del conte Alla ricerca della pietra zodiacale que torna a proposar les històries corals entre ànecs i ratolins, dibuixant 8 dels 12 episodis (de Franco Valussi). Aquesta és la història més llarga que ha aparegut mai en una publicació de Disney pel que fa al nombre de pàgines. Amb "Topolino e il tesoro della Mayflower" comença la sèrie C'era una volta... in America. A partir dels textos de Pezzin, De Vita dibuixa 12 dels 14 capítols que conformen la saga. El 1993 va fer una paròdia de la sèrie de terror Dylan Dog a Topolino e il talismano elfico. Des de 1999 col·labora amb Pezzin en una nova sèrie amb una vena de terror i fantasia, les aventures de Top de Tops, l'avantpassat de Mickey, protagonista de la sèrie Tops Stories. La saga dura 12 històries, durant les quals De Vita fa els canvis en els guions que se li proposen. A la llarga, a Pezzin no li agrada, sobretot quan es canvia la conclusió de la història i es consuma la separació entre tots dos.
Una col·laboració amb Casty comença amb la història publicada al nº 2503 de Topolino, Topolino e le bizarrie di Neoville, al qual segueix Topolino e il mistero del pop. De Vita també és el primer a dibuixar el nou personatge creat per Casty, Vito Doppioscherzo, un enemic més de Mickey Mouse, que debuta a Topolino e il magnifico doppioscherzo, al nº 2535, per tornar després al nº 2580.

### L'abandonament dels ànecs
Amb el temps De Vita comença a apreciar cada cop menys un dels dos "mons" típics del còmic de Disney, el dels ànecs. Entrevistat el 2020 va dir que s'havia deslligat d'aquest món perquè creia que l'ànec Donald havia estat massa banalitzat i s'havien inflat els seus aspectes negatius com la mala sort; ell mateix va dibuixar per primera vegada a Spectrus, un enemic de Paperinik, dins la Saga della Pietra Zodiacale, l'any 1990.
L'any 1996 es va publicar la seva darrera història, amb el tema dels ànecs, Zio Paperone e i guardiani del tempo (amb guió de Carlo Gentina), publicat en dues parts al núm. 2130 de Topolino. A partir d'aquell moment dibuixarà els personatges del món dels ànecs només de manera esporàdica i mai en històries completes: l'any 2001 participa en la creació de Zio Paperone e l'incredibile avventura di capodanno on, amb 42 dibuixants més, crea una única pàgina de la història; més tard, als anys 2010, va fer unes pàgines autoconclusives amb els personatges del món dels ànecs en ocasions especials, com l'aniversari de Donald o Mickey.
La història Qui, Quo, Qua e il tempo delle mele de Topolino nº 1688, dibuixada per ell sobre un text de Massimo Marconi, va ser escollida com la millor història dels anys vuitanta per celebrar els primers 50 anys de la publicació Topolino.

### Darreres històries i retirada
Al número 3331 de Topolino, del 25 de setembre de 2019, es publica l'últim conte fet íntegrament per ell: "Indiana Pipps e il falso pianeta".
El 28 de maig de 2020, al número 3366 de Topolino, es publica "SuperPippo e Indiana Pipps in: arachidi e piramidi", l'última història de De Vita després d'una carrera de 59 anys.
El maig de 2020, amb una declaració al lloc en línia Fumettologica, va anunciar la seva retirada de l'escena del còmic.
En una entrevista revela que va deixar de dibuixar perquè ja no estava en sintonia amb la redacció del setmanari. A més, en la mateixa entrevista, critica la manca de protecció laboral per part de les editorials.

## Reconeixements
- El 2010 va rebre el premi Papersera a la seva carrera.